# Vadnay Dezső
Vadnay Dezső (Szatmárnémeti, 1894. június 2. – Budapest, 1977. október 26.) újságíró, ifjúsági író.

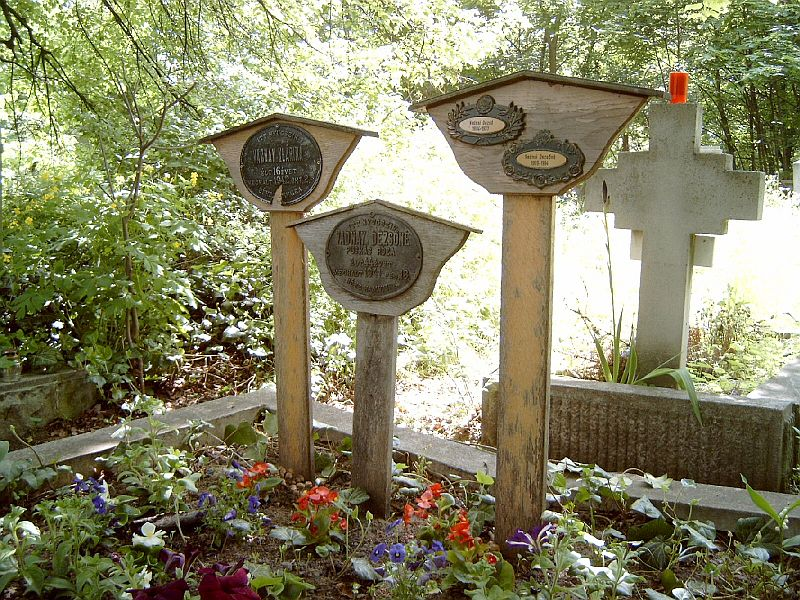
Sírja Budapesten. Új köztemető: 155-1-123/124.

## Életpályája
Vadnay Dezső 1894. június 2-án született Szatmár vármegyében, Szatmárnémetiben Vadnay Károly és Puskás Julianna gyermekeként. Középiskolai tanulmányait itt, szülővárosában és Budapesten végezte.
1914-től, 20 éves korától jelentek meg tárcái, novellái, ifjúsági regényei a vidéki lapokban, 1927-től pedig már a rádióban is rendszeresen tartott felolvasásokat saját meséiből, és a színházak is bemutatták több zenés mesejátékát: Napkeleti virágok, 1933-ban; A táncos csizma, 1961-ben.

## Főbb művei
- A furulya meséi (mesék, versek, Budapest, 1926)
- A bűvös suba (mesék, Budapest, 1941, 2023)
- Mihaszna Gyurka kalandjai (ifjúsági regény, Budapest, 1942, 1990)
- Fakatonák (mesék, Budapest, 1943)
- Gyurka jelesen érett (ifjúsági regény, Budapest, 1948)
- Bimbi és Botond kalandjai (ifjúsági regény, 1943, 1988)